# Reduzierte Größe
Der Begriff reduzierten Größe wird mit bestimmter Bedeutung in der Thermodynamik verwendet. Er bezeichnet dort die dimensionslosen Quotienten einer intensiven Größe wie Druck etc. und dem Wert der betreffenden Größe am kritischen Punkt als Bezugswert (Index {\displaystyle _{\mathrm {c} }} für engl. critical). Befinden sich zwei Stoffe in Zuständen mit gleichen reduzierten Größen, so weisen sie in gewissen Bereichen auch vergleichbare Eigenschaften auf.

## Reduzierter Druck
{\displaystyle p_{\mathrm {r} }={\frac {p}{p_{\mathrm {c} }}}}

## Reduzierte Temperatur
{\displaystyle T_{\mathrm {r} }={\frac {T}{T_{\mathrm {c} }}}}

## Reduziertes Molvolumen
(Reduziertes Molvolumen bzw. indirekt reduzierte Dichte, weil die Masse konstant ist):
{\displaystyle V_{\mathrm {m,r} }={\frac {V_{\mathrm {m} }}{V_{\mathrm {m,c} }}}={\frac {\rho _{\mathrm {m,c} }}{\rho }}}

## Anwendung
Mit den reduzierten Größen lässt sich die Van-der-Waals-Gleichung in einer reduzierten Form formulieren:
{\displaystyle \left(p_{\mathrm {r} }+{\frac {3}{V_{\mathrm {r} }^{2}}}\right)(3V_{\mathrm {r} }-1)=8T_{\mathrm {r} }}